# Vision for Space Exploration
La Vision for Space Exploration («Visión para la exploración espacial») es una política espacial de Estados Unidos anunciada el 14 de enero de 2004 por el entonces Presidente George W. Bush como documento base para el desarrollo futuro de las misiones de la NASA, centrado en las misiones tripuladas a la Luna y a Marte. Fue una respuesta al accidente del transbordador espacial Columbia, el aparente estancamiento del vuelo espacial tripulado y una forma de ganar el entusiasmo de la población hacia la exploración espacial.

## Esquema

Proyecciones del presupuesto de la NASA para Vision for Space Exploration.

La visión para el programa espacial es:

- Completar la Estación Espacial Internacional en el 2010
- Retirar el transbordador espacial en el  2010
- Desarrollar la nave Orion (antes conocida como Crew Exploration Vehicle) en 2008, y llevar a cabo su primera misión de vuelo espacial tripulado en 2014
- Desarrollar los transbordadore Ares
- Explorar la Luna con Naves espaciales robóticas en el 2008 y tripuladas en el 2020
- Explorar Marte y otros destinos con las misiones robóticas y tripuladas.

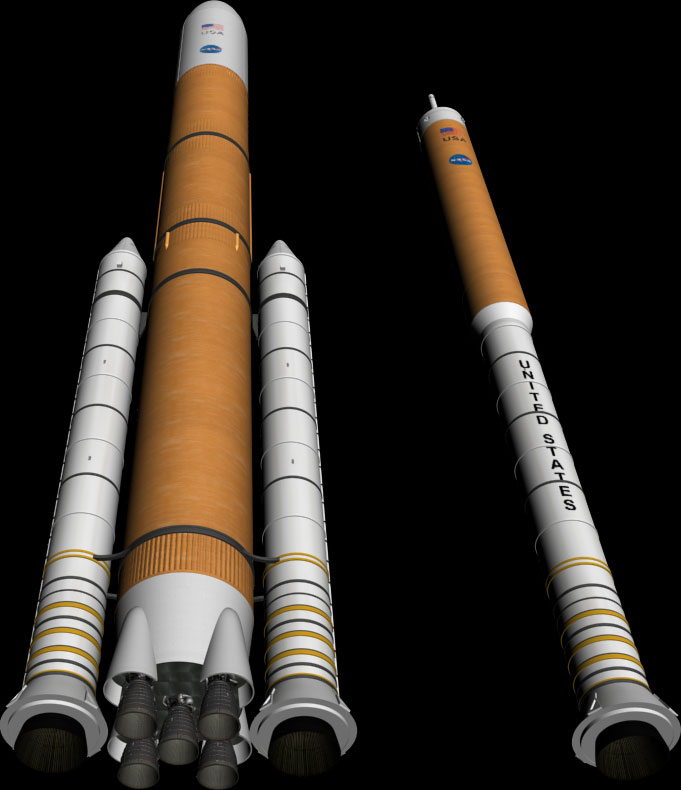
Dos configuraciones previstas para el retorno a la Luna, carga pesada (izquierda) y tripulación (derecha).

Establishing an extended human presence on the moon could vastly reduce the costs of further space exploration, making possible ever more ambitious missions. Lifting heavy spacecraft and fuel out of the Earth's gravity is expensive. Spacecraft assembled and provisioned on the moon could escape its far lower gravity using far less energy, and thus, far less cost. Also, the moon is home to abundant resources. Its soil contains raw materials that might be harvested and processed into rocket fuel or breathable air. We can use our time on the moon to develop and test new approaches and technologies and systems that will allow us to function in other, more challenging environments.

Establecer una presencia humana extendida en la luna podría reducir enormemente los costes de futura exploración espacial, haciendo posible misiones cada vez más ambiciosas. El combustible y la elevación de naves pesadas fuera de la gravedad de la Tierra es caro. Los vehículos espaciales montados y aprovisionados en la luna podrían escapar de su menor gravedad usando mucha menor energía, y por lo tanto, a un menor costo. Además, la luna alberga abundantes recursos. Su suelo contiene materias primas que pueden ser cosechadas y procesadas en combustible para cohetes o aire respirable. Podemos utilizar nuestro tiempo en la luna para desarrollar y probar nuevos enfoques, nuevas tecnologías y sistemas que nos permitirán funcionar en otros entornos más difíciles.